# 후쿠시마현 제3구
후쿠시마현 제3구(일본어: 福島県第3区)는 일본의 중의원 선거구이다. 1994년 공직선거법이 개정되면서 신설되었다.

## 지역
- 시라카와시
- 스카가와시
- 다무라시
- 이와세군
- 니시시라카와군
  - 야부키정
  - 이즈미자키촌
  - 나카지마촌
- 히가시시라카와군
- 이시카와 군
- 다무라군

2017년 선거구 개편으로 니시시라카와군 니시고촌이 후쿠시마현 제4구로 편입되었다. 나카도리 지역 중에서 스카가와시·다무라시·다무라군·이와세군·이시카와 군과 남부 지역(시라카와 지방)으로 구성된 선거구이다.

## 역대 국회의원
- 아라이 히로유키 (소속 정당: 자유민주당, 임기: 1996년 ~ 2000년)
- 겐바 고이치로 (소속 정당: 민주당(2000년 ~ 2016년) → 민진당 (2016년 ~ 2017년) → 무소속(2017년 ~ 2021년) → 입헌민주당, 임기: 2021년 ~ 현재)